# 小路啓之
小路 啓之（しょうじ ひろゆき、1970年7月9日 - 2016年10月20日）は、日本の漫画家。大阪府守口市出身。

## 経歴
1997年、ちばてつや賞にて「殺しのライセンス」が準大賞を受賞しデビュー（大塚康生名義）。1998年にアフタヌーン四季賞・夏のコンテストにおいて「カゲ切り男をめぐる冒険」が審査員（谷口ジロー）特別賞を受賞（犬塚康生名義）。その他スーパージャンプ漫画大賞準入選など新人賞の受賞多数（後述）。 
2000年から2002年まで『月刊アフタヌーン』（講談社）にて初の連載作となる『イハーブの生活』を連載。 以降、2007年から2009年までWebマガジン『GENZO』（幻冬舎コミックス）にて『かげふみさん』を連載。2009年から2011年まで『コミックバーズ』（幻冬舎コミックス）にて『来世であいましょう』を連載。2010年に『スーパージャンプ』（集英社）にて『ごっこ』を連載開始し、2011年に同社『グランドジャンプPREMIUM』に移籍して完結。2011年から2013年まで『ジャンプ改』（集英社）にて『犯罪王ポポネポ』を連載。
2016年10月20日、家族に「和歌山にサイクリングに行く」と伝えリカンベント型自転車で奈良県御所市城山台の国道24号脇を運転していたところ、心筋梗塞を起こし転倒し、21時50分ごろに国道脇の歩道で顔から血を流して倒れているところを発見され、1時間後に死亡が確認された。46歳没。この死亡事故により、『ミラクルジャンプ』にて連載していた『雑草家族』および『コミックフラッパー』にて連載していた『10歳かあさん』の2作品が絶筆となった。
2017年3月17日、絶筆となった『雑草家族』『10歳かあさん』の2作品および単行本に収録されていなかった作品をまとめた『ブーゲンビリア 小路啓之短編集』が発売された。
2018年10月20日、「ごっこ」が熊澤尚人監督・脚本、千原ジュニア主演により実写映画化された。公開日は小路啓之の命日にあたる。

## 作風
- 一見レトロ感のある無国籍風な世界観[1]を舞台にしている。
- どこか精神を病んだシニカルなキャラクターが多く登場している。また、極めて内向的な面を持つキャラクターを主人公にすることも多い。
- 終盤に怒涛の展開が待ち構えていることが多く、作品が完結するたびに賛否両論を巻き起こしている。小路啓之本人は「まず結末を設定してから漫画を描いている」と話している。[要出典]。

## 作品リスト
- イハーブの生活（2000年 - 2002年、『アフタヌーン』、全3巻、講談社／2014年、新装版全2巻、マッグガーデン）
- かげふみさん（2007年 - 2009年 、『幻蔵』、全3巻、幻冬舎コミックス）
  - 甘い運命（『幻蔵』、2007年02月号 - 03月号、1巻に収録）
- 小さな世界 小路啓之作品集1（2007年刊、幻冬舎コミックス）
  - 小さな世界（日韓合同マッグガーデンコミック大賞 STORY部門ホープ賞）
  - 7.5Hz（未発表作品）
  - kurutare（『コミックブレイドGUNZ（コミックブレイド2003年12月臨時増刊号）』2003年11月、マッグガーデン）
  - イレイザー・ヘッド（『オースーパージャンプ』2000年04/25号、集英社、犬塚康生名義）
  - 運命の人（『オースーパージャンプ』2005年02月号、集英社、犬塚康生名義）
  - 十代の潜水生活（1997年 アフタヌーン四季賞 秋のコンテスト 佳作、うらら名義）
- Lovely 小路啓之作品集2 （2008年刊、幻冬舎コミックス）
  - Lovely（『幻蔵』2008年05月号）
  - 宇宙企画（『プレイコミック』2006年 No.10、秋田書店）
  - カゲ切り男をめぐる冒険（『アフタヌーン』1998年11月号、講談社、犬塚康生名義）
  - 夢見るうさぎ（未発表作品）
  - 殺しのライセンス（『モーニング』1997年12/10号、講談社、大塚康生名義）
  - 落殺者達のバラッド（本書書き下ろし）
- 来世であいましょう（2009年 - 2011年、『コミックバーズ』、全4巻、幻冬舎コミックス）
  - 穴（『コミックバーズ』、2012年12月号、4巻に収録）
- ごっこ（2010年 - 2012年、『スーパージャンプ』および『グランドジャンプPREMIUM』、全3巻、集英社）
- 犯罪王ポポネポ（2011年 - 2013年、『ジャンプ改』、全4巻、集英社）
- 束縛愛 〜彼氏を引きこもらせる100の方法〜（2014年 - 2015年、『ヤングチャンピオン烈』、全2巻、秋田書店）
- メタラブ（2014年 - 2016年、『月刊モーニングtwo』、全3巻、講談社）
- 雑草家族（2016年4月 - 2016年10月、全7話、『ミラクルジャンプ』、集英社、絶筆、全1巻）[6]
- 10歳かあさん（2016年8月 - 2016年10月、全4話、『月刊コミックフラッパー』、KADOKAWA、絶筆、全1巻）[7]
  - 浮遊する種（2016年2月、『コミックフラッパー』、KADOKAWA）[10]収録
- ブーゲンビリア 小路啓之短編集（2017年3月、集英社）
  - ファミリービジネス（『オースーパージャンプ』1999年05/05号、集英社、犬塚康生名義）
  - SWEET16（『スーパージャンプ』1999年12/08号、集英社、犬塚康生名義）
  - キャンディ・ドール（『スーパージャンプ』　2001年12/12号 No.24、集英社、犬塚康生名義）
  - ブーゲンビリア（『スーパージャンプ』2002年01/23号 No.03、集英社、犬塚康生名義）
  - ドレミとソレミ（『コミックバンチ』2007年1月8日増刊号、新潮社）
  - エセA国紳士 ジェントリー松原の預かりモノ（『コミックバンチ』31号、2007年6月、新潮社)
  - 山口さんちのツトムくん（未発表作品）
  - アンあん（未発表作品）

### コミックアンソロジー集提供作品
- ネコの写真屋さん - ねこメロコーダに収録（2008年、幻冬舎コミックス）
- スペランカー体質 - スペランカーアンソロジーコミックに収録（2010年、JIVE）
- この世の果ての、最後の病院 - 原作：小路幸也、『季刊メタポゾン』第8号に収録（2013年、メタポゾン）
- ワニワニパニック - ナムコクラシックアンソロジーに収録（2013年、幻冬舎コミックス）
- 殺し屋グルメ - 『EDEN』Vol.1に収録（2014年、マッグガーデン）

### 小説挿絵
- 妖怪ウォーズ!不死身のドクロ男がやってくる - 著者：たかのけんいち（2015年、集英社）

## 受賞歴
- 1997年 ちばてつや賞 準大賞「殺しのライセンス」（『モーニング』1997年12/10号、講談社、大塚康生名義）
- 1997年 アフタヌーン四季賞 秋のコンテスト 佳作「十代の潜水生活」（雑誌未掲載、うらら名義）[11]
- 1998年 アフタヌーン四季賞 夏のコンテスト 谷口シロー特別賞「カゲ切り男をめぐる冒険」（『アフタヌーン』1998年11月号、講談社、犬塚康生名義）
- 1999年 スーパージャンプ漫画大賞 佳作「ファミリービジネス」（『オースーパージャンプ』1999年05/05号、集英社、犬塚康生名義）
- 1999年 スーパージャンプ漫画大賞 準大賞「SWEET16」（『スーパージャンプ』1999年12/08号、集英社、犬塚康生名義）
- 2000年 スーパージャンプ漫画大賞 佳作「イレイザー・ヘッド」（『オースーパージャンプ』2000年04/25号、集英社、犬塚康生名義）
- 2002年 スーパージャンプ漫画大賞 佳作「ブーゲンビリア」（『スーパージャンプ』2002年01/23号 No.03、集英社、犬塚康生名義）
- 2003年 日韓合同マッグガーデンコミック大賞 STORY部門ホープ賞 「小さな世界」（雑誌未掲載）
- 2006年 第3回ワールドMANGAエンタテインメントカップ 入選「ドレミとソレミ」（『週刊コミックバンチ』2007年1月8日増刊号、新潮社）